# Eichenberg (powiat Saale-Holzland)
Eichenberg – miejscowość i gmina w Niemczech, w kraju związkowym Turyngia, w powiecie Saale-Holzland, wchodzi w skład wspólnoty administracyjnej Südliches Saaletal.